# Cuando tienes 17 años
Cuando tienes 17 años (Quand on a 17 ans en francés) es una película francesa de 2016, dirigida por André Téchiné y protagonizada por Kacey Mottet-Klein , Corentin Fila y Sandrine Kiberlain. El guion fue escrito por Téchiné en colaboración con Céline Sciamma. Su estreno tuvo lugar el 14 de febrero de 2016 en el Berlin International Film Festival. Obtuvo dos nominaciones en la entrega de los Premios César de 2017 y un gran reconocimiento de la crítica internacional.
La trama sigue el despertar romántico y sexual de dos muchachos de diecisiete años como su animosidad inicial, expresada en la violencia, se transforma en amor. 

## Sinopsis
Damien, hijo de un soldado, vive en un cuartel del sudoeste francés con su madre, que es médico, mientras que su padre está en misión militar en África Central. En el instituto sufre el maltrato de uno de sus compañeros, Tomas, cuya madre adoptiva está enferma. La repulsión y la violencia que muestran el uno hacia el otro se está volviendo problemática; pese a ello, la madre de Damien decide acoger a Tomas bajo su techo. Los dos jóvenes se verán de repente viviendo juntos, pero no todo es tan fácil. Tomas detesta a Damien y siente gran aversión y antipatía hacia él.

## Reparto
- Sandrine Kiberlain como Marianne.
- Kacey Mottet-Klein como Damien.
- Corentin Fila como Tomas.
- Alexis Loret como Nathan.
- Mama Prassinos como Christine.
- Jean Fornerod como Jacques.
- Jean Corso como Paulo.
- Edouard Lamoitier como Marc.
- Rémi García como el principal.

## Producción
Por ser el largometraje número 21, el director André Téchiné volvió sobre el tema de la vida de los adolescentes más de veinte años después del éxito que había alcanzado en 1994 con Los Juncos Salvajes. El guion fue escrito por Téchiné en colaboración con Céline Sciamma, director de las tres películas de mayoría de edad: Lirios de agua (2007), Tomboy (2011) y Girlhood (2014). Sobre su colaboración, Téchiné explicó: «Tenía mucha admiración por lo que ha llevado a una película francesa, el lado innovador de su trabajo en la adolescencia, y sabía que mi película va a girar en torno a dos adolescentes. Además, quería que la película pudiera contener tan poco como sea posible, el diálogo, para que pueda ser tan física como sea posible y cuando usted tiene estos caracteres que no son capaces de poner su experiencia en palabras en absoluto. Al escribir el guion, yo y Céline estuvimos perfectamente de acuerdo en esto, en la creación de algo muy minimalista cuando se presentó a dialogar».
La película fue producida por Fidélité Films. El rodaje tuvo lugar en torno a Bagnères-de-Luchon que abarca dos periodos diferentes: una sesión de invierno, rodada el 13 de febrero de 2015, y varias semanas en el verano (del 25 de junio hasta el 31 de julio de 2015).

## Recepción de la crítica
La película tuvo mayormente críticas positivas, entre ello;
«Las comparaciones con Les Roseaux Sauvages, el filme más personal de Téchiné, son inevitables (...) Pero Quand on a 17 ans es más amplia de miras y tiene un tono más rico», dijo David Rooney en The Hollywood Reporter.
«Con más de 70 años, André Téchiné ofrece su película más juvenil hasta la fecha (...) su vibrante retrato se siente como una revelación», dijo Peter Debruge en Variety.
«Quand on a 17 ans se beneficia del conocimiento sobre los problemas de los jóvenes (...) esto, combinado con el control y la soberbia dirección de actores de Téchiné, hacen de su nueva película una propuesta silenciosamente potente», dijo Jonathan Romney en Screendaily.
«Un conmovedor drama sobre hormonas descontroladas, el bullying y el despertar sexual - y la mejor película del director francés post-new wave André Téchiné en muchos años», dijo Stephen Holden en The New York Times.

## Premios y nominaciones

### Berlin International Film Festival
- Oso de oro a André Téchiné (Nominado)

### Cabourg Romantic Film Festival
- Mejor actor revelación a Kacey Mottet-Klein (Ganador)

### Premios César
- Mejor actor revelación a Kacey Mottet-Klein (Pendiente)
- Mejor actor revelación a Corentin Fila (Pendiente)

### Gay and Lesbian Entertainment Critics Association
- Mejor película LGBTQ (Nominada)

### Outfest
- Premio del jurado a André Téchiné (Ganador)

### International Cinephile Society Awards
- Mejor actriz de reparto a Sandrine Kiberlain (Nominada)

### Premios Lumieré
- Mejor actor revelación a Kacey Mottet-Klein (Nominado)
- Mejor actor revelación a Corentin Fila (Nominado)